# Chery Tiggo 9
Chery Tiggo 9 – samochód osobowy typu SUV klasy wyższej produkowany pod chińską marką Chery od 2023 roku.

## Historia i opis modelu

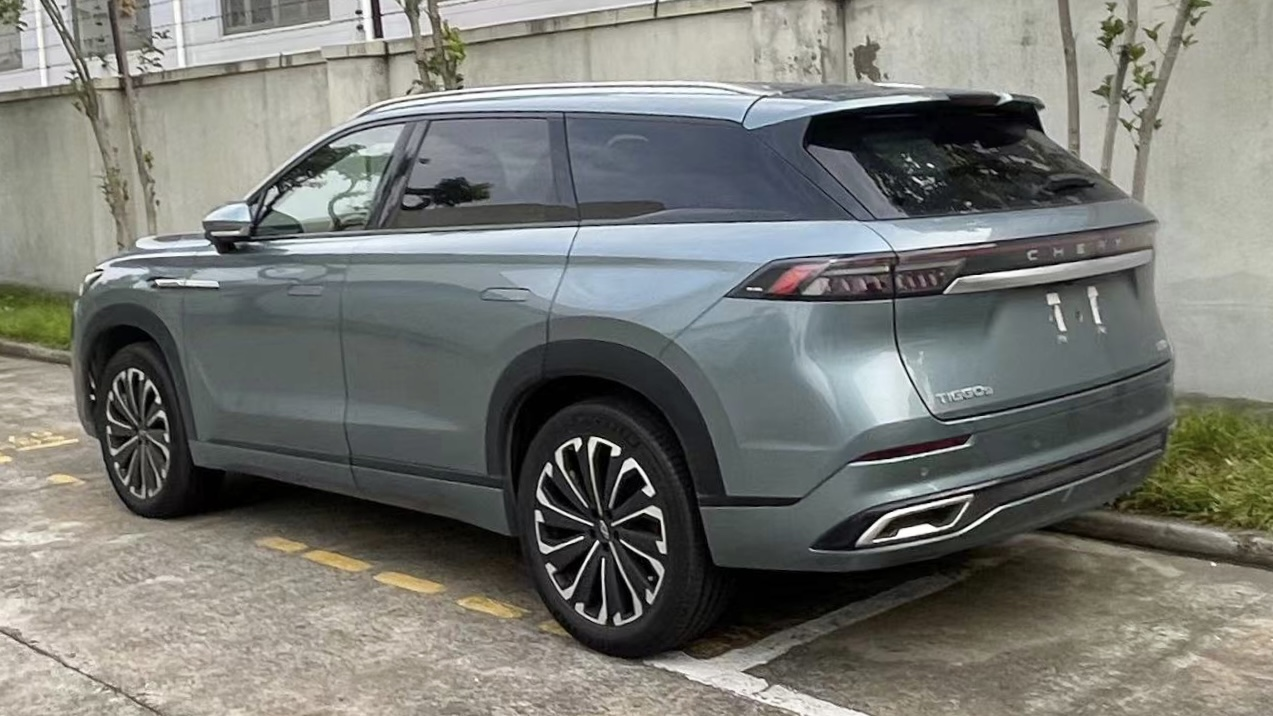
Chery Tiggo 9 - tył

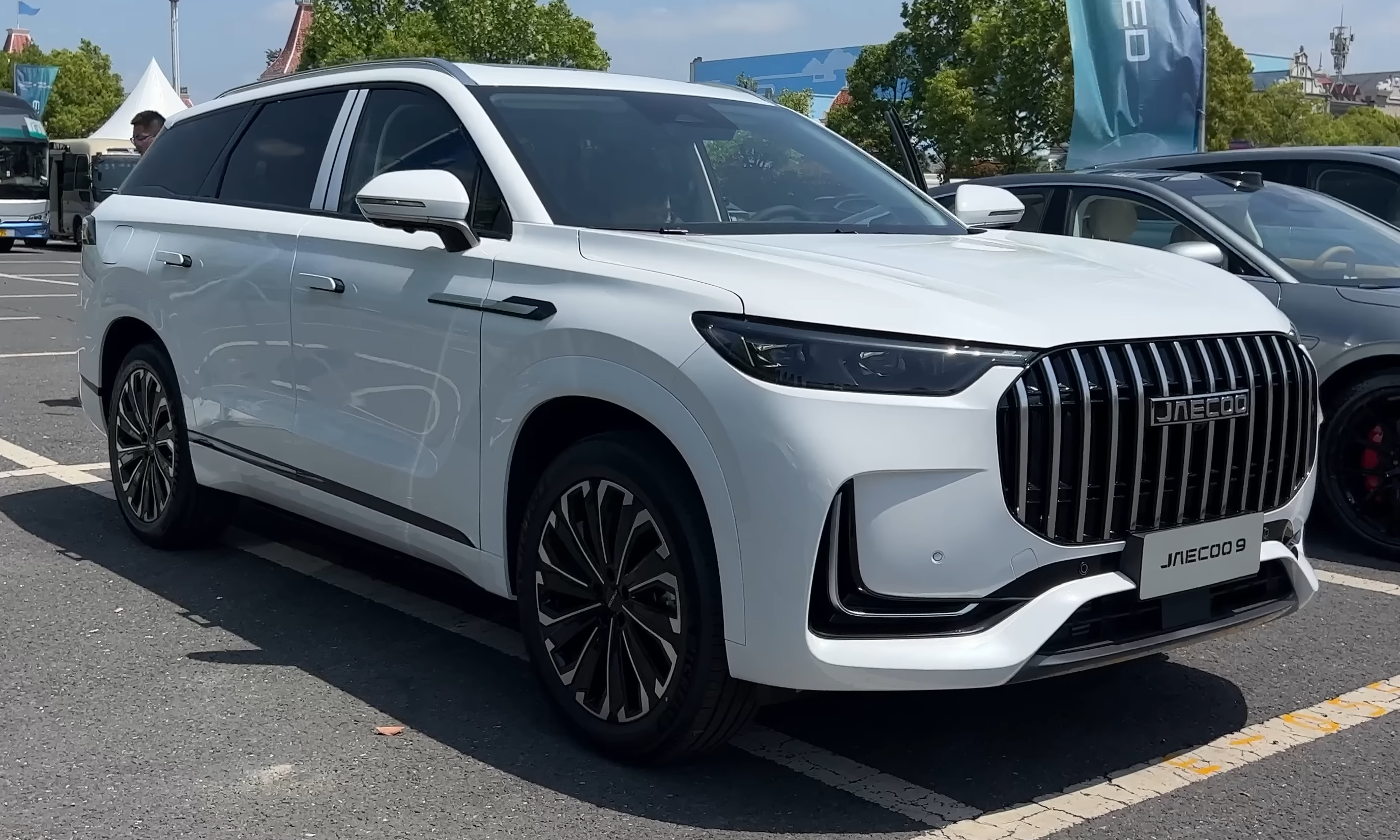
globalne Jaecoo J8

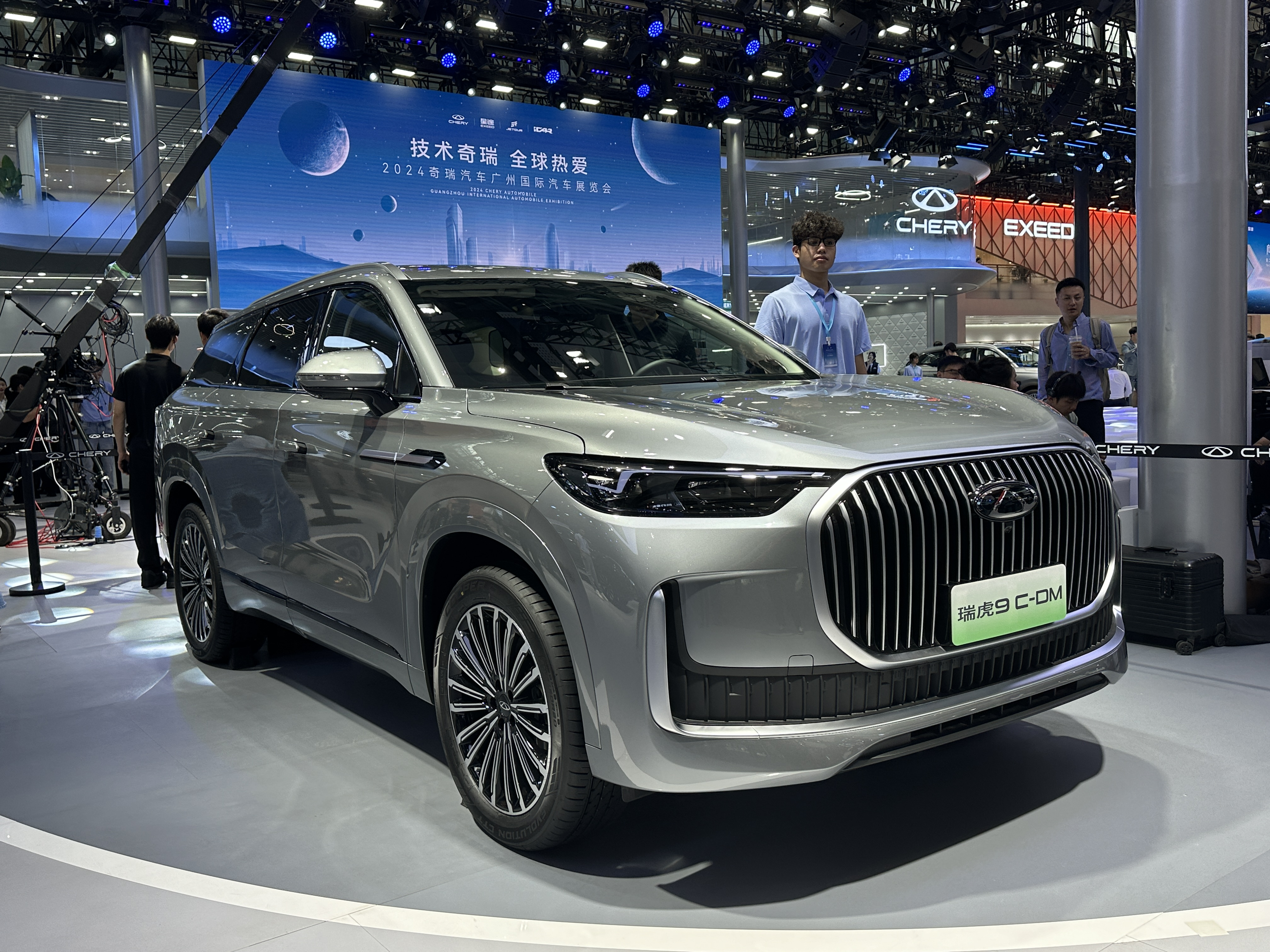
Chery Tiggo 9 C-DM po litingu

W lutym 2023 roku Chery Automobile zaprezentowało największy i najdroższy model w rodzinie crossoverów i SUV-ów "Tiggo" pod postacią 4,82 metrowego Chery Tiggo 9. Samochód zyskał masywne proporcje z wysoko poprowadzoną linią okien, rozległym sześciokątnym przednim wlotem powietrza, wąskimi obszernymi reflektorami, chowanymi klamkami i wieńczącą nadwozie listwą świetlną. Nadwozie wzbogacono dodatkowo malowanym na czarno dachem tworzącym dwubarwny efekt, a standardowo samochód znalazł się na 20-calowych alufelgach.
Kabina pasażerska utrzymana została w luksusowej estetyce, z masywną, wysoko zabudowaną deską rozdzielczą tworzoną przez charakterystyczny nisko osadzony pas potrójnych nawiewów. Zbiegła się ona z wysoko poprowadzonym szerokim tunelem środkowym, z kolei na szczycie kokpitu znalazł się zestaw dwóch wyświetlaczy o przekątnej 12,3 cala pełniąc kolejno funkcję cyfrowych zegarów i centralnego systemu multimedialnego.
Do napędu wykorzystany został dwulitrowy, czterocylindrowy turbodoładowany silnik benzynowy o mocy 261 KM i 400 Nm maksymalnego momentu obrotowego. Jednostkę przednionapędową połączono z 7-stopniową dwusprzęgłową automatyczną skrzynią biegów, a AWD - z 8-biegową automatyczną przekładnią hydrauliczną.

### Lifting
Już rok po debiucie Tiggo 9 samochód przeszedł modernizację na rodzimym rynku chińskim. Samochód zyskał kosmetyczne zmiany wizualne, z przemodelowanymi zderzakami oraz zmodyfikowanym obramowaniem osłony chłodnicy. Wewnątrz wprowadzono zaktualizowany system multimedialny oraz rozbudowano listę wyposażenia opcjonalnego.

### Fulwin T10/Tiggo 9 C-DM
W marcu 2024 siostrzana filia Chery Fulwin przedstawiła swój, zmodyfikowany hybrydowy wariant Tiggo 9 pod nazwą Chery Fulwin T10. Zyskała ona zmodyfikowane zderzaki, a także przeprojektowany pas przedni z bardziej zabudowanym wlotem powietrza w kolorze nadwozia. Spalinowo-elektryczny układ typu plug-in utworzył 1,5 litrowy turbodoładowany silnik benzynowy, razem z elektryczną jednostką łącznie rozwijając 610 KM, 100 km/h w 4,8 sekundy i do 200 kilometrów zasięgu w trybie czysto elektrycznym. W lipcu 2024 samochód pobił rekord Guinessa w największym przejechanym dystansie na jednym tankowaniu.
We wrześniu 2024 także i w gamie macierzystego Chery po modernizacji pojawiła się hybrydowa odmiana Tiggo 9 o nazwie C-DM. Zyskała ona przemodelowany zderzak i osłonę chłodnicy, z układem typu plug-in o mniej zaawansowanych parametrach co bliźniaczy Fulwin T10. Utworzył go 1,5 litrowy turbodoładowany silnik benzynowy o mocy 154 KM i jednostka elektryczna o mocy 221 KM, oferując sprint do 100 km/h w 8,8 sekundy i w pełni elektryczny zasięg do 106 kilometrów.

### Sprzedaż
Chery Tiggo 9 zostało zbudowane głównie z myślą o rodzimym rynku chińskim, trafiając tam do sprzedaży 2 miesiące po premierze - w czerwcu 2023 roku. Najtańszy egzemplarz wyceniono wówczas na 152 900 juanów, a topowy - 203 900 juanów. W styczniu 2024 zadebiutował wariant na wybrane rynki eksportowe pod marką Jaecoo jako Jaecoo J8, debiutując w pierwszej kolejności w Malezji i Katarze. W październiku tego samego roku samochód zadebiutował także w Iranie jako Lucano L8.

### Silnik
- R4 2.0l Turbo 261 KM
- R4 1.5l PHEV 375 KM
- R4 1.5l PHEV 610 KM

### Wersja globalna

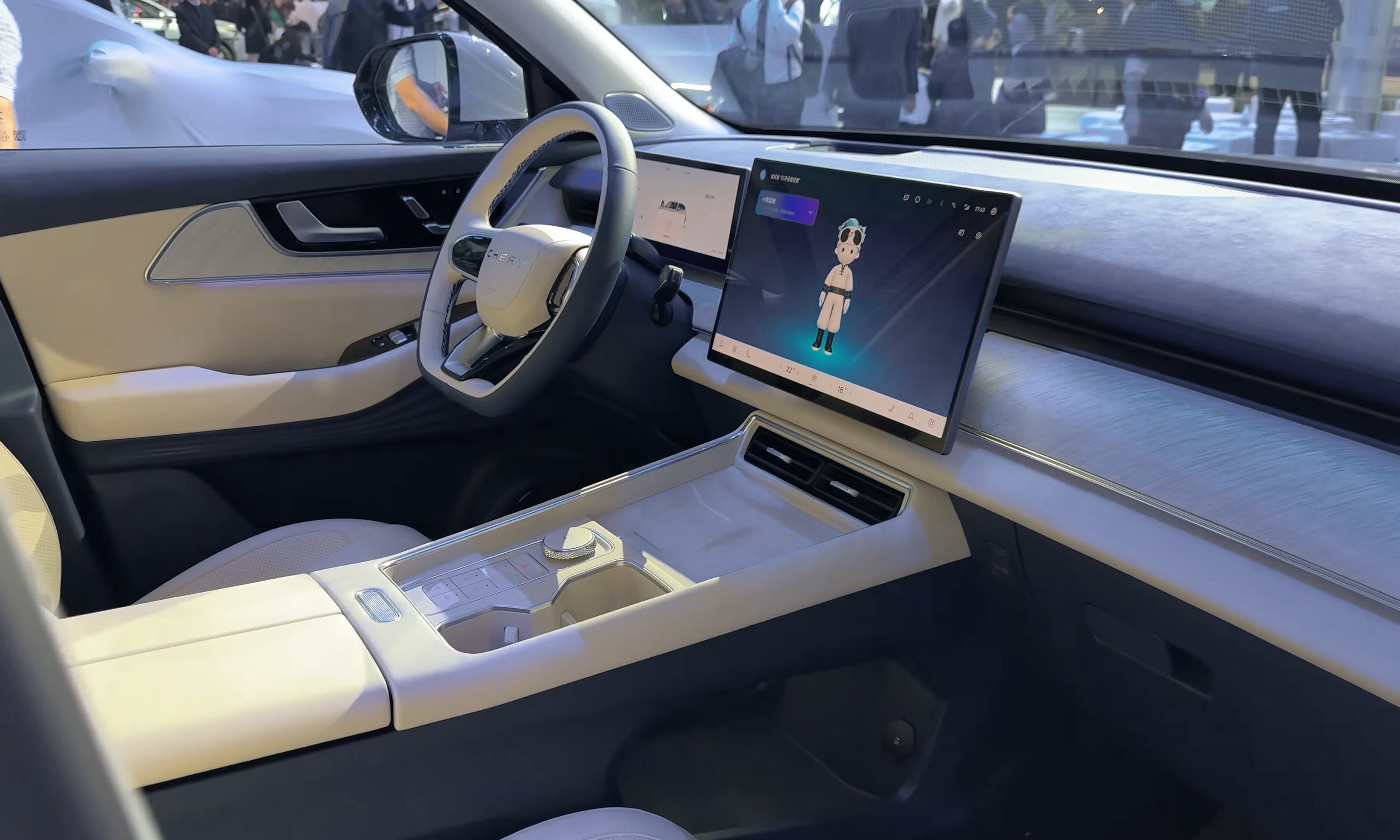
Chery Tiggo 9 - wnętrze

Chery Tiggo 9 został zaprezentowany po raz pierwszy w 2024 roku.
Rok po premierze chińskiego Tiggo 9 zadebiutował globalny model o takiej samej nazwie, wywodząc się jednak z zupełnie innego modelu - mniejszego SUV-a 8 L. Samochód zachował typowy dla dużych SUV-ów Chery język stylistyczny oparty na wąskich, strzelistych reflektorach, wysoko poprowadzonej linii szyb oraz masywnym, sześciokątnym przednim wlocie powietrza. Tył zwieńczyła listwa świetlna, a zakończenie szyb wzbogaciły chromowane akcenty.
Wnętrze globalnego Tiggo 9 zyskało minimalistyczną estetykę łączącą kontrastujące barwy, na czele z wysoko poprowadzonym tunelem środkowym, nisko umieszczonymi nawiewami i centralnym, dotykowym 15,6- calowym  ekranem systemu multimedialnego. Przed kierowcą umieszczono jeszcze jeden wyświetlacz dla cyfrowych zegarów.
W przeciwieństwie do chińskiego odpowiednika, globalne Chery Tiggo 9 wyposażone zostało wyłącznie w hybrydowy układ napędowy typu plug-in. Oparto go na turbodoładowanym benzynowym silniku o pojemności 1,5 litra i mocy 235 KM, współpracując z 8-biegową hydrauliczną automatyczną przekładnią. Wyjątkiem została odmiana na rynek rosyjski, gdzie zastosowano benzynowy 2-litrowy turbodoładowany silnik o mocy 249 KM i 375 Nm maksymalnego momentu obrotowego.

### Sprzedaż
Samochód został zbudowany głównie z myślą o rynkach eksportowych z obszaru Azji Wschodniej, w pierwszej kolejności debiutując na rynku malezyjskim. Globalne Tiggo 9 powstało na bazie chińskiego modelu Chery Tiggo 8 L, który zadebiutował równolegle w tamtym regionie. W grudniu 2024 zasięg rynkowy globalnego Tiggo 9 został poszerzony także o rynek rosyjski.

### Silniki
- R4 2.0l Turbo 249 KM
- R4 1.5l PHEV 456 KM